# Sant Martí de les Piles
Sant Martí de les Piles és una església del municipi de les Piles. És una església construïda en el segle xviii sobre l'antiga església romànica del segle xii, dedicada a Sant Martí. L'actual, d'estil neoclàssic molt senzilla, és de nau única i té un campanar de base quadrada amb obertures de mig punt. L'interior, molt senzill, presenta petites capelles laterals i un absis semicircular. És una obra inclosa en l'Inventari del Patrimoni Arquitectònic de Catalunya.